# BlogTV
BlogTV var ett chattcommunity och en webb-TV-tjänst. BlogTV startades ursprungligen i Israel. Efter sju år ersattes BlogTV av den liknande tjänsten Younow.
En känd person bloggade om sin förlossning via BlogTV.